# Aeschnosoma forcipula
Aeschnosoma forcipula is een libellensoort uit de familie van de glanslibellen (Corduliidae), onderorde echte libellen (Anisoptera).
De wetenschappelijke naam van de soort werd voor het eerst geldig gepubliceerd in 1871 door Hagen & Selys.